# Hangöregattan
Hangöregattan är en kappsegling som arrangeras i seglingsmetropolen Hangö i Finland varje år. Regattan ordnas i samarbete med Hangö Udd Segelsällskap (HUS), Hangö Segelförening (HSF) samt Ekenäs Segelsällskap (ESS). Hangöregattan firade 100-årsjubileum år 2006 tillsammans med Finlands seglarförbund (FSF).

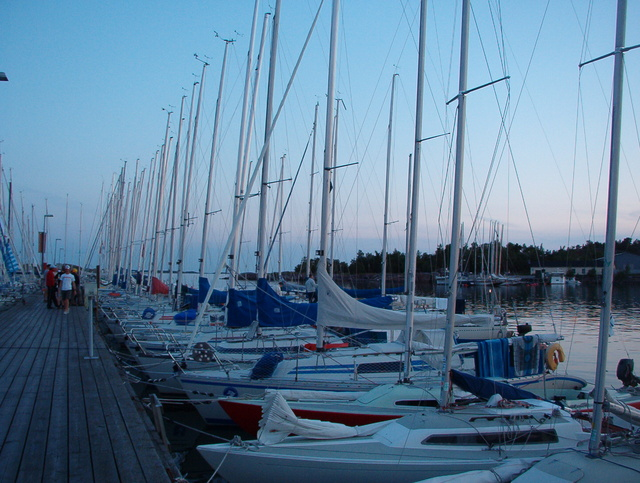
Kvällen före regattan 2006

Under Hangöregattan arrangeras LYS-tävlingar för cruising- och havskappseglingsbåtar samt bankappsegling för jollar och entyps-kölbåtar. Vanligen deltar ungefär 200 båtlag i regattan. Notera att från och med övergången till SRS-systemet i Sverige bör icke-finländska båtar antingen delta med en båt definierad i den finska LYS-tabellen eller ansöka om ett finskt LYS-brev.
Entyps kölbåtarna har sedan 2010 två starter per dag och målgång på banområdet. Tävlingen anordnas över tre dagar och är en höjdpunkt för många klasser i och med att Hangö är mitt i Finland seglingsmässigt sett. 
Seglarlivet lever gott i Östra hamnen i Hangö på kvällarna, men tyvärr har hangöregattan alltid haft en s.k. "regattasvans" av icke-seglingsrelaterade festprissar som ockuperar parker och buskar i Hangö. Själva regatta-evenemanget i östra hamnen är relativt städat, men resten av Hangö kan vara en liten chock för naturnära människor som söker frid och fröjd.

## Klasser
Under regattan seglas det samtidigt på många banområden, och även på mindre officiella banor. Det här är en ungefärlig representation på var 

### Kölbåtar
Kölbåtarna seglar två starter par dag på en kryss/läns-bana med möjlig läport. Målgången sker sedan 2010 på banområdet. Banområdet är i området öster om Russarö, där de mindre klasserna rör sig i området nordost om Russarö och de större och snabbare båtarna seglar längre ut sydost om Russarö.
Några exempel på båtklasser som setts på banorna under 2000-talet är listade här. Det är värt att notera att regatta-organisationen är ganska öppen för nya klasser som anmäler sig i behövligt antal. Många entypsklasser i Finland har börjat sin verksamhet i Hangö.
- Nordisk Folkbåt
- Drake
- Starbåt
- X-99
- 6mR
- 8mR
- First 31.7
- Formula 18 (ej kölbåt, men seglar på kölbåtsbanan)
- 5int
- Snipe
- 5.5mR
- J-80 (genua- och spinnaker-utrustade)
- Finsk Särklass A
- Finn Express 83
- Finska Albin Expressförbundet
- X-79 X-79
- H-båt
- Haj och Haj-2000

- 606-klassen seglar på området mellan Östra Hamnen och Tulludden.
- LYS-klasserna seglar skärgårdsbanor på 25-30 sjömil, start och målgång vid Märaskär omedelbart ytterom östra hamnen.

### Jollar
Jollarna seglar oftast på området mellan Östra Hamnen och Tulludden. 29er och 49er seglar brukar segla GP-likt framför Casinostranden. Det har även förekommit uppvisningstävlingar i östra hamnens hamnbassäng mellan 49er och F-18 katamaran.
- Optimistjolle*
- Zoom 8*
- 29er
- 49er
- 470

*Seglar ej hela banan

## Arrangör
Arrangörsansvaret för Hangö Regattan delas på tre föreningar, Hangö Udd Segelsällskap, Hangö Segelförening samt Ekenäs Segelsällskap.

## Historia
Hangöregattan 2006 var 100-årsjubileumsregattan. För att fira detta gavs det ut en bok.
De första hundra åren seglades kappseglingarna med start- och målgång vida Märaskär. Regattaorganisationen höll fast vid målgång vid Märaskär efter att starten flyttades ut på öppet vatten. När båtklassernas antal ökade ändrades detta år 2010, så att även målgången sker ute till havs. Detta välkomnades varmt av kappseglarna som gärna seglade normal kappsegling när gräddan av seglarna ändå är samlade i hangö. Särskilt eftersom detta möjliggjorde två starter per dag mot de tidigare en per dag.